# R.o.r/s
r.o.r/s (Reflections of Renaissance/Sounds) foi um grupo musical de origem japonesa, criado em 2003 composto pela cantora Masami Okui e Chihiro Yonekura. O grupo fazia parte da gravadora King Records. Quando em atividade foram lançados dois singles "Candy Lie" e "Tattoo Kiss", além de um álbum dazzle em 2003 antes de Masami Okui deixar o grupo. Ambos os singles entraram para o Oricon Singles Chart.
A música Tattoo Kiss  foi tema de abertura do anime Kaleido Star.